# Acestrorhynchus grandoculis
Acestrorhynchus grandoculis är en fiskart som beskrevs av Menezes och Géry, 1983. Acestrorhynchus grandoculis ingår i släktet Acestrorhynchus och familjen Acestrorhynchidae. Inga underarter finns listade i Catalogue of Life.